# Free as in Freedom: Richard Stallman's Crusade for Free Software
Free as in Freedom: Richard Stallman's Crusade for Free Software (ISBN 0-596-00287-4) és un llibre escrit per Sam Williams llicenciat sota la Llicència de documentació lliure de GNU que parla sobre la vida de Richard Stallman. El llibre va ser publicat per O'Reilly Media l'1 de març de 2002.
L'autor del llibre, Sam Williams, va fer diverses entrevistes amb Richard Stallman mentre estava escrivint el llibre. Així com la Viquipèdia o altres projectes Wikimedia com el Viccionari, aquest llibre està llicenciat sota la Llicència de documentació lliure de GNU, una cosa unusual en llibres.